# Hoàng hôn ở Montmajour
Hoàng hôn ở Montmajour là một bức tranh phong cảnh sơn dầu được họa sĩ người Hà Lan Vincent van Gogh vẽ năm 1888. Nó được sáng tác trong lúc ông đang ở Arles và miêu tả cảnh truông với những cây sồi bị xoắn và bụi cây, với tàn tích của Tu viện Montmajour thuộc tỉnh Bouches-du-Rhône, vùng Provence-Alpes-Côte d'Azur, Pháp ở phía sau. Bức tranh có kích thước 73,3 cm × 93,3 cm (28,9 in × 36,7 in) và hiện đang được trưng bày tại Bảo tàng Van Gogh ở Amsterdam.

## Lịch sử
Theo van Gogh, người em của Vincent van Gogh, đã kiểm kê tác phẩm này trong bộ sưu tầm các tác phẩm của anh mình vào năm 1890 và bán nó vào năm 1901. Năm 1970, bức tranh được hiện diện trong một cuộc bán gia sản của nhà tư bản công nghiệp người Na Uy vừa quá cố là Christian Nicolai Mustad. Mustad đã từng được đại sứ Pháp tại Thụy Điển cho biết rằng đây không phải là tác phẩm của Vincent van Gogh vì thế ông bỏ mặc bức tranh tại gác nhà mình ở Na Uy.

### Tái khám phá và nhận dạng
Bức tranh không có chữ ký và trước kia đã bị Bảo tàng Van Gogh bỏ qua vào thập niên 1990. Với các kỹ thuật điều tra nghiên cứu mới,, viện bảo tàng đã bỏ ra hai năm để điều tra xuất xứ của bức tranh, và cuối cùng tháng 9 năm 2013 đã đưa ra kết luận rằng đây là một tác phẩm của chính Vincent van Gogh.  Người ta khám phá rằng bức tranh đã được van Gogh miêu tả trong một bức thư gửi cho Theo, trong đó ông cho biết đã vẽ bức tranh vào ngày hôm trước, tức ngày 4 tháng 7 năm 1888.
Đây là bức tranh nguyên cỡ đầu tiên của Vincent van Gogh mà người ta tìm thấy được kể từ năm 1928.